# Olaf Klang
Olaf Klang (* 1964 in Soltau) ist ein deutscher Kommunalpolitiker (parteilos). Er wurde 2021 zum Bürgermeister der niedersächsischen Stadt Soltau gewählt.

## Leben
Klang wuchs in Soltau auf. Er studierte Betriebswirtschaftslehre an der Universität Göttingen und schloss dieses mit dem Diplom ab. Anschließend zog er zurück nach Soltau. Um die Jahrtausendwende erwarb Klang mit anderen das Unternehmen Cementmüller und war anschließend an der Weiterentwicklung zum Handelsunternehmen Bauking beteiligt. Später arbeitete er unter anderem als Bereichsleiter für die Handwerkskammer Braunschweig-Lüneburg-Stade in Lüneburg. Er ist zudem langjähriger Aufsichtsratsvorsitzender der Wohnungsbaugenossenschaft Soltau (WGS).
Bei den Kommunalwahlen in Niedersachsen 2021 trat Klang als parteiloser Bürgermeisterkandidat gegen den Amtsinhaber Helge Röbbert an und wurde mit 54,64 Prozent der Stimmen gewählt. Zum 1. November 2021 übernahm er den Posten für zunächst fünf Jahre.
Am 22. August 2024 verkündete Klang überraschend während einer Ratssitzung, dass er zum 31. Dezember vorzeitig aus dem Amt des Bürgermeisters ausscheiden werde.